# Pacific Nations Cup 2014
Der Pacific Nations Cup 2014 war die neunte Ausgabe des Rugby-Union-Turniers Pacific Nations Cup. Beteiligt waren die Nationalmannschaften von Fidschi, Japan, Kanada, Samoa, Tonga und den USA. Zwischen dem 7. und 21. Juni 2014 fanden sechs Spiele statt, wobei die Mannschaften auf zwei Gruppen mit je drei Teams aufgeteilt wurden und jede Mannschaft je einmal gegen die zwei anderen antrat. Dementsprechend hatte der Wettbewerb zwei Sieger: Japan und Samoa.

## Asia/Pacific Conference

### Tabelle
|    | Land               | Spiele | Siege | Unent. | Ndlg. | Spiel- punkte | Diff. | Bonus- punkte | Tabellen- punkte |
| -- | ------------------ | ------ | ----- | ------ | ----- | ------------- | ----- | ------------- | ---------------- |
| 1. | Japan              | 2      | 2     | 0      | 0     | 71:54         | + 17  | 1             | 9                |
| 2. | Vereinigte Staaten | 2      | 1     | 0      | 1     | 67:72         | − 5   | 2             | 6                |
| 3. | Kanada             | 2      | 0     | 0      | 2     | 60:72         | − 12  | 2             | 2                |

Die Punkteverteilung war wie folgt:
- 4 Punkte bei einem Sieg
- 2 Punkte bei einem Unentschieden
- 0 Punkte bei einer Niederlage (vor möglichen Bonuspunkten)
- 1 Bonuspunkt bei vier Versuchen in einem Spiel
- 1 Bonuspunkt bei einer Niederlage mit weniger als sieben Punkten Unterschied

### Ergebnisse
| 7. Juni 2014 18:00 PST | Kanada | 25 : 34 | Japan | Swangard Stadium, Burnaby Zuschauer: 6.382 Schiedsrichter: Leighton Hodges (Wales) |
| 7. Juni 2014 18:00 PST | Versuche: Hearn 7. n.erh. Moonlight 35. erh. Paris 38. erh. Erhöhungen: Pritchard (2/3) Straftritte: Pritchard (2/2) | Bericht | Versuche: Fujita 42. n.erh. Tamura 63. erh. Tui 72. erh. Erhöhungen: Gorōmaru (2/3) Straftritte: Gorōmaru (5/5) | Swangard Stadium, Burnaby Zuschauer: 6.382 Schiedsrichter: Leighton Hodges (Wales) |

| 21. Juni 2014 15:00 PDT | Vereinigte Staaten | 38 : 35 | Kanada | Bonney Field, Sacramento Zuschauer: 7.804 Schiedsrichter: Stuart Berry (Südafrika) |
| 21. Juni 2014 15:00 PDT | Versuche: Scully (2) 36. n.erh., 60. erh. Wyles 31. erh. Thompson 70. erh. Erhöhungen: Wyles (3/4) Straftritte: Wyles (4/4) | Bericht | Versuche: Jones (2) 22. erh., 43. erh. Carpenter 36. erh. Pritchard 39. erh. Heran 40. erh. Erhöhungen: Pritchard (5/5) | Bonney Field, Sacramento Zuschauer: 7.804 Schiedsrichter: Stuart Berry (Südafrika) |

## Pacific Islands Conference

### Tabelle
|    | Land    | Spiele | Siege | Unent. | Ndlg. | Spiel- punkte | Diff. | Bonus- punkte | Tabellen- punkte |
| -- | ------- | ------ | ----- | ------ | ----- | ------------- | ----- | ------------- | ---------------- |
| 1. | Samoa   | 2      | 1     | 1      | 0     | 36:31         | + 5   | 0             | 6                |
| 2. | Fidschi | 2      | 1     | 0      | 1     | 58:35         | + 23  | 2             | 6                |
| 3. | Tonga   | 2      | 0     |        | 1     | 35:63         | − 28  | 0             | 2                |

(Punkteverteilung siehe oben)

### Ergebnisse
| 7. Juni 2014 14:00 WST | Samoa                                                                                  | 18 : 18 | Tonga | Apia Park, Apia Zuschauer: 11.000 Schiedsrichter: Wayne Barnes (England) |
| 7. Juni 2014 14:00 WST | Versuche: Otto 31. n.erh. Lemi 66. erh. Erhöhungen: Pisi (1/2) Straftritte: Pisi (2/3) | Bericht | Versuche: Katoa 22. erh. Afu 39. n.erh. Erhöhungen: Fosita (1/2) Straftritte: Fosita (1/3) ʻApikotoa (1/1) | Apia Park, Apia Zuschauer: 11.000 Schiedsrichter: Wayne Barnes (England) |

| 14. Juni 2014 15:00 FJT | Fidschi | 45 : 17 | Tonga | Churchill Park, Lautoka Zuschauer: 5.850 Schiedsrichter: Rohan Hoffmann (Australien) |
| 14. Juni 2014 15:00 FJT | Versuche: Votu (2) 7. erh., 52. erh. Nadolo 13. erh. Bobo (2) 31. erh., 79 erh. Waqaniburotu 80. erh. Erhöhungen: Nadolo (6/6) Straftritte: Nadolo (1/1) | Bericht | Versuche: Katoa 22. erh. Afu 39. n.erh. Erhöhungen: Fosita (1/2) Straftritte: Fosita (1/3) ʻApikotoa (1/1) | Churchill Park, Lautoka Zuschauer: 5.850 Schiedsrichter: Rohan Hoffmann (Australien) |

| 21. Juni 2014 15:00 FJT | Fidschi                                                                 | 13 : 18 | Samoa                   | National Stadium, Suva Zuschauer: 7.350 Schiedsrichter: Mathieu Raynal (Frankreich) |
| 21. Juni 2014 15:00 FJT | Versuche: Nadolo 11. n.erh. Nalaga 42. n.erh. Straftritte: Nadolo (1/1) | Bericht | Straftritte: Pisi (6/7) | National Stadium, Suva Zuschauer: 7.350 Schiedsrichter: Mathieu Raynal (Frankreich) |